# Valigia delle Indie
La Valigia delle Indie (in inglese: Indian Mail Route) era un percorso internazionale che collegava Londra a Bombay nel periodo 1870 - 1914. Attivo sia per lo scambio della posta sia per viaggiatori, metteva in contatto l'India alla Gran Bretagna, attraversando l'Egitto, l'Italia e la Francia, utilizzando il treno nelle tratte in Gran Bretagna, Francia e Italia, il piroscafo da Brindisi a Bombay, e di nuovo il treno in India da Bombay a Calcutta, dove prendeva il nome di Imperial Indian Mail.

## Storia
Grazie alla volontà dell'ex ufficiale della Royal Navy Thomas Fletcher Waghorn, che dimostrò il notevole risparmio di tempo per raggiungere, da Londra, i Dominions indiani passando attraverso l'Egitto anziché il periplo navale dell'Africa, il viaggio che prima durava oltre 100 giorni venne ridotto di quasi la metà del tempo.
Con l'unità d'Italia venne proposto alla Gran Bretagna l'utilizzo del percorso italiano, che inizialmente prevedeva il passaggio navale da Ancona a Brindisi e quindi Alessandria d'Egitto (era il 1862).
Con l'avvio dei lavori per lo scavo del canale di Suez si pensò all'utilizzo del porto di Brindisi, ritenuto interessante per la sua posizione geografica, per l'imbarco della Valigia delle Indie. Infatti trovandosi alla fine della Penisola italiana consentiva di effettuare prima dell'imbarco un percorso in treno più lungo rispetto a qualsiasi altra soluzione, cosa che ovviamente diminuiva i tempi totali rispetto a percorsi con tratte via mare più lunghe. Nella città pugliese furono avviati una serie di lavori per migliorare la viabilità interna, la creazione di alberghi e di strutture portuali.
Il primo viaggio ufficiale della Valigia delle Indie avvenne il 25 ottobre 1870: era il primo piroscafo della società inglese Peninsular and Oriental Steam Navigation Company ("P&O") a partire dal porto di Brindisi per Alessandria, da dove la ferrovia portava passeggeri e merci sino a Suez e qui venivano imbarcati su un'altra nave diretta in India.
Il convoglio che partiva da Londra giungeva a Brindisi in 44 ore e a Bombay in 22 giorni, contro i 25 giorni necessari con la partenza da Marsiglia. Il 5 gennaio 1872 la Valigia delle Indie transitava per la prima volta dall'appena inaugurato Traforo ferroviario del Frejus..
Ma il Governo italiano non attrezzò con nuove strutture e banchine il porto pugliese, così la società inglese ripensò di utilizzare il porto francese di Marsiglia, che pian piano riconquistò i piroscafi della P&O sino al definitivo abbandono del porto pugliese avvenuto nel 1914. Così dopo 40 anni, il collegamento della Valigia delle Indie da Brindisi venne definitivamente soppresso.
Sembra tuttavia che l'abbandono dello scalo di Brindisi fosse dovuto anche a motivi di ordine politico-militare. Infatti a quel tempo spiravano già venti di guerra; l'Italia aveva da tempo aderito alla Triplice Alleanza stringendo un patto con le nazioni ora potenzialmente nemiche della Gran Bretagna e della Francia; la circolazione di un treno importante che trainava corrispondenza e valori provenienti di massima dalle due nazioni ingenerava evidenti timori.

## Percorso
Se l'Indian Mail era il viaggio che portava gli inglesi fino a Bombay e alle lontane colonie indiane, il Peninsular-Express era il leggendario convoglio che univa per ferrovia Londra con Brindisi. Il collegamento settimanale partiva da Londra il venerdì alle 21 e toccava Calais e Parigi. Inizialmente e fino al 1871 un treno apposito valicava da Saint-Jean-de-Maurienne a Susa il Colle del Moncenisio con un dislivello di 1588 metri attraverso una ferrovia a cremagliera Sistema Fell, mentre dal 1871 transitava invece da Modane per il nuovo Traforo del Frejus arrivando in territorio italiano nel pomeriggio del sabato successivo. 

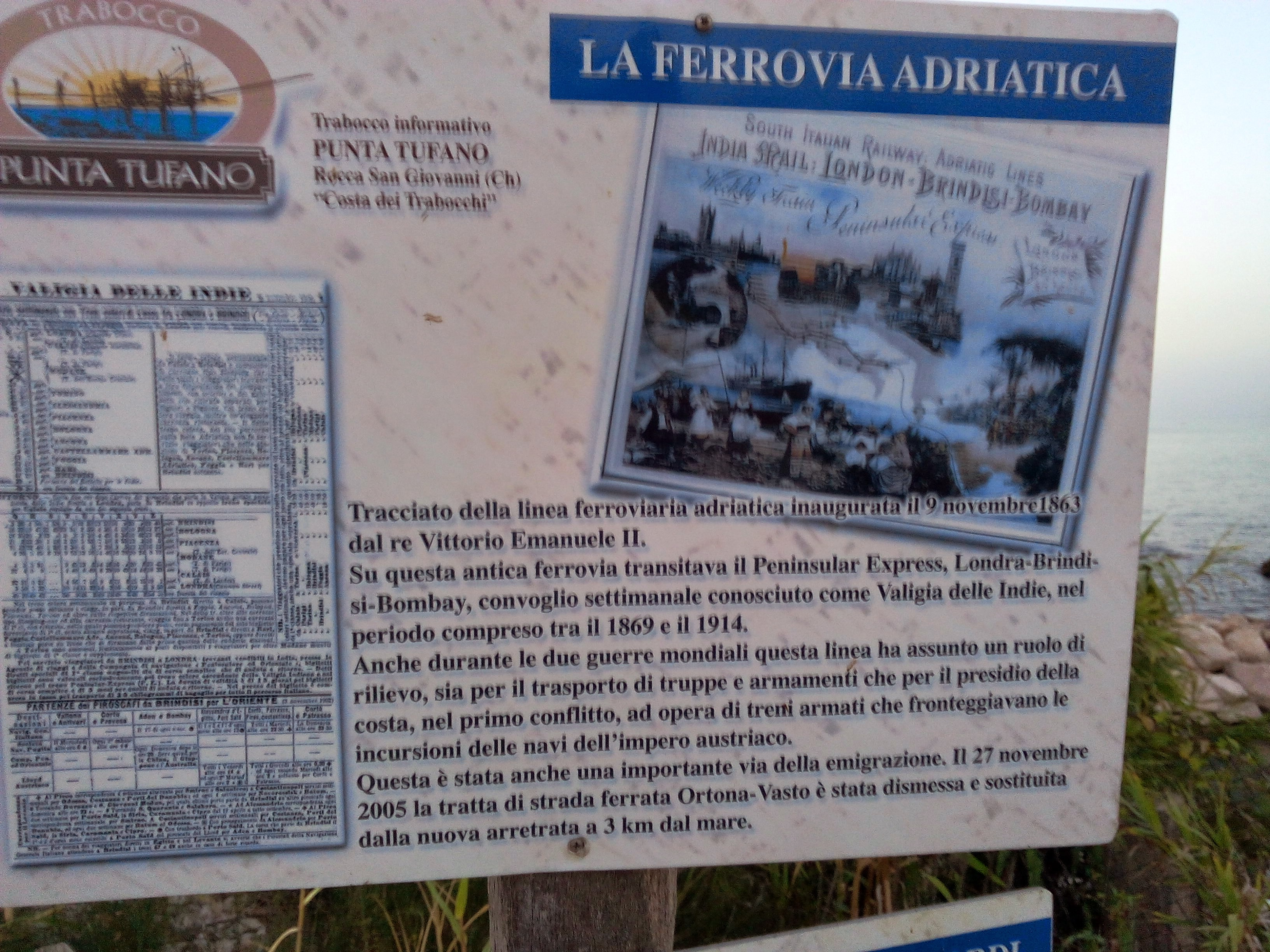
Cartello esplicativo sulla costa dei trabocchi (Abruzzo), che ricorda il passaggio della Valigia delle Indie sulla ferrovia Adriatica

Qui era una locomotiva della ex Rete Adriatica a proseguire il viaggio per Torino, Piacenza, Bologna, Ancona, Castellamare Adriatico (oggi Pescara), Foggia e il Porto di Brindisi dove arrivava puntuale alle 18 della domenica dopo 45 ore esatte di viaggio.

## Composizione
Il convoglio vero e proprio era composto da due bagagliai, una carrozza ristorante, e due carrozze letti della Compagnie Internationale des Wagons-Lits (CIWL).
Le cinque carrozze a carrelli che lo componevano rispondevano all'esigenza principale del treno che era la velocità affidata ad una locomotiva a vapore capace di raggiungere la notevole velocità per quei tempi di 100 km/h e mantenere medie elevate per lunghi tratti.